# 라울의 법칙
라울의 법칙(영어: Raoult's law)은 1887년 프랑스의 화학자 프랑수아마리 라울이 용매에 유기화합물을 용해한 용액에서 실험적으로 발견한 법칙이다.
일반적으로 어떤 용매에 용질을 녹일 경우, 용매의 증기압이 감소하는데, 용매에 용질을 용해하는 것에 의해 생기는 증기압 강하의 크기는 용액중에 녹아 있는 용질의 몰분율에 비례한다.
{\displaystyle P_{B}^{\circ }-P_{B}=P_{B}^{\circ }X_{A}}로 나타낸다. {\displaystyle P_{B}^{\circ }} 및 {\displaystyle P_{B}}는 각각 순수한 용매의 증기압과 용액의 증기압이며, {\displaystyle X_{A}}는 용액 중의 용질의 몰 분율이다. 용해된 용질의 성질과 무관하며 오로지 몰분율에만 영향을 받기 때문에, 이 관계를 이용해 증기압 강하량에서 용질의 분자량을 구할 수 있다. 라울의 법칙은 이상용액(용질과 용매간의 인력, 용질간의 인력, 용매간의 인력이 균등한 용액)에서 만족되는 법칙이다.
라울의 법칙으로 예상한 것보다 용액이 더 큰 증기압을 보이는 경우 양의 편차를 보인다고 하는 것이고 원인은 용매 간의 인력과 용질 간의 인력이 용매, 용질 사이의 인력보다 큰 것이다. 또한 라울의 법칙으로 예상한 것보다 용액이 더 작은 증기압을 보이는 경우 음의 편차를 보인다고 하는 것이고 원인은 용매, 용질 사이의 인력이 용매 간의 인력과 용질 간의 인력보다 큰 것이다.

## 증기압 내림
밀폐된 용기 속에서 일어나는 액체의 증발을 생각하여 보자. 용기 속의 액체는 처음 어느 정도 증발하다가, 일정한 온도에 이르러서는 증발이 정지되고 증기와 액체 사이에 평형이 이루어진다. 용매의 액체면에서 빠져 나가는 입자의 수와 증기로부터 액체면으로 들어오는 입자의 수가 같아졌을 때가 동적 평형 상태이고, 이때의 증기 압력이 포화 증기압이다. 이 용액에 비휘발성 용질을 녹이면 증기압이 내려간다. 용매에 비휘발성 용질이 녹아 들어가면 이 용질이 방해함으로써 용매에서 나오는 입자의 수가 감소하고, 새로운 평형에 도달했을 때는 증기의 입자가 감소하며 증기압이 내려간다. 이렇게 생각하면, 증기압이 내려가는 것은 비휘발성 용질의 입자가 많을수록 커지고 용질의 종류와는 관계가 없는 것처럼 보인다. 프랑스의 물리 화학자인 라울은 1888년에 이러한 사실을 실험적으로 얻어내고, 다음과 같은 결론을 내렸다. 1. 일정한 부피의 액체에 비휘발성 용질을 녹였을 때, 이 용질의 몰수가 같으면 용질의 종류에 관계없이 증기압 내림은 같다. 2. 두 가지 액체가 섞여 있을 경우의 각 성분의 증기 압력은 혼합물에서의 그 성분입자의 존재비율, 즉 각 성분의 몰분율과 그의 순수한 상태에서의 증기 압력에 정비례한다. 이것을 '라울의 법칙'이라고 한다.

## 같이 보기
- 증기압